# Peter Chalmers Mitchell
Peter Chalmers Mitchell (23 de noviembre de 1864-2 de julio de 1945) fue un zoólogo escocés y secretario de la Sociedad Zoológica de Londres desde 1903 a 1935. Durante este tiempo, dirigió la política de los jardines zoológicos de Londres y creó el primer parque zoológico abierto del mundo, el ZSL Whipsnade. Fue traductor al inglés de Ramón J. Sender y dejó un testimonio escrito de su estancia en Málaga durante la guerra civil española.

## Primeros años y formación
Peter Chalmers Mitchell era hijo del reverendo Alexander Mitchell, un ministro presbiteriano en Dunfermline (Escocia) y Marion Chalmers. Mitchell obtuvo una maestría en la Universidad de Aberdeen, y se mudó a Christ Church (Oxford), donde estudió ciencias naturales y se especializó en zoología. Después de tener éxito en el examen de honores de 1888, fue nombrado demostrador universitario en Zoología.
En 1896, fue el autor anónimo de un artículo en el Saturday Review tituló "Una Vista Biológica de Política Extranjera inglesa" titulado "Una visión biológica de la política exterior inglesa". (Habiendo reconocido su autoría durante la Primera Guerra Mundial, todavía se declaró "impenitente" al respecto en una carta al Times en mayo de 1939, describiendo el artículo como "profético"). En abril de 1916, ahora capitán del ejército, se le hizo responsable de la creación de un departamento especializado MI7(B)4 para supervisar la producción de propaganda militar que se lanzaría desde el aire sobre las líneas enemigas.

## Zoológico
A pesar de un mandato de 32 años, Mitchell no fue el secretario de la Sociedad Zoológica con más años de servicio. Su predecesor, Philip Lutley Sclater, había estado en el cargo durante cuarenta años, desde 1860 hasta 1902. Mitchell fue sucedido por Julian Huxley.
El parque zoológico Whipsnade, creado por el propio Michell, se inauguró en 1931 en Dunstable Downs, en el corazón de Bedfordshire. Whipsnade es un zoológico al aire libre en el campo, donde los animales ocupan grandes recintos en lugar de jaulas. El parque participa en una gran variedad de actividades de conservación. 
En 1933 fue una de las once personas involucradas en el llamamiento que llevó a la fundación del British Trust for Ornithology (BTO), una organización para el estudio de las aves en las islas británicas.

## Conferencias y traducciones
En 1911, Mitchell pronunció la Conferencia de Navidad de la Royal Institution con el título de "La infancia de los animales".
En febrero de 1915, Mitchell dio tres conferencias sobre el tema de la evolución y la política exterior en la Royal Institution que amplió su artículo de 1896. Estos se combinaron y publicaron en forma de un libro titulado La evolución y la guerra en mayo de 1915.
Es traductor al inglés de varios libros del escritor español Ramón J. Sender, con quien entabló amistad y a quien consultó para entender la situación política en España entre los años 1920-30.

## Málaga
Al retirarse del zoológico, Mitchell se mudó a Málaga, donde llegó en 1927 para ayudar a una amiga a buscar una casa, y tras varias visitas, acabó instalándose y adquiriendo una villa —villa Santa Lucía— en el barrio burgués de El Limonar. Allí vivió los primeros siete meses de la guerra civil española, lo que describe en su libro Mi casa en Málaga, donde relata cómo ayuda a numerosos perseguidos por los comités populares tras la revolución surgida del fracaso del golpe militar del 18 de julio de 1936. Su relato refleja sus simpatías con la causa republicana, aunque trata de mantener una postura ecuánime, sorprendió a otros extranjeros a quienes trata en Málaga como el escritor Gerald Brenan o sus vecinos del Limonar: el empresario norteamericano Edward Norton y el cónsul honorario de México Porfirio Smerdou, con quien compartió esfuerzos para sacar de Málaga a quienes podían ser ajusticiados. Tras pasar las navidades de 1936 en Londres, donde se reúne con miembros del Foreign Office y escribe al diario The Times sobre los acontecimientos de Málaga, vuelve en enero y permanece hasta que la ciudad fue tomada por el ejército rebelde, encabezadas por las tropas italianas. Un relato de sus últimos días en Málaga, incluida su detención junto con Arthur Koestler, se incluye en el libro de éste Diálogo con la muerte de Koestler, quien compartió con él esos momentos y decidió permanecer en Málaga cuando era inminente su caída. Ambos serán detenidos por el capitán Luis Antonio Bolín al día siguiente de conquistar la ciudad, y a punto estuvieron de ser fusilados en una de sus calles. Sólo Koestler permanecerá detenido y posteriormente en prisión durante tres meses, siendo Chalmers-Mitchell retenido en el hotel Caleta Palace hasta que, al día siguiente, consigue permiso para abandonar la ciudad en un destructor británico rumbo a Gibraltar, tras firmar un documento renunciando a contar el episodio o a volver sin permiso de las nuevas autoridades. No se le permitió llevarse nada de su propia casa, ni siquiera los manuscritos de sus memorias.

## Política
Mitchell se presentó como candidato independiente en las elecciones parciales de las universidades escocesas combinadas de 1938, pero ocupó la última posición, con el 13,5% de los votos emitidos.

## Fallecimiento
Mitchell murió el 2 de julio de 1945, a los 80 años, después de resultar herido en un accidente el 29 de junio fuera del Zoológico de Londres, donde fue atropellado por un taxi después de bajarse de un autobús. Un jurado dictaminó que la muerte fue accidental.

## Legado
Amphisbaena mitchelli, una especie de lagarto gusano sudamericano, recibe su nombre en su honor. También demostró en "Sobre el tracto intestinal de los mamíferos", un tratado ahora considerado un clásico, que el intestino ciego de los mamíferos es directamente homólogo al de las aves.

## Publicaciones

### Autor
- 1900. Thomas Henry Huxley: un bosquejo de su vida y obra. Putnam's, Londres y Nueva York; 2ª ed. Methuen, Londres 1913.
- 1911. Guía oficial de los jardines de la Sociedad Zoológica de Londres, Sociedad Zoológica de Londres, Londres.
- 1912. La infancia de los animales. Heinemann; Penguin.
- 1915. Evolución y guerra. J. Murray, Londres.
- 1930. Materialismo y vitalismo en biología. Oxford.
- 1931. Historia centenaria del zoológico de Londres.
- 1937. My Fill of Days. Faber & Faber, Londres. 1938. Mi casa en Málaga. Faber & Faber, Londres.
- 1938. Mi casa en Málaga. Faber & Faber, Londres. Traducción: Editorial Renacimiento[11]

### Traductor
- 1932: Siete domingos rojos (1932)
- 1935: Míster Witt en el cantón (1935)
- 1938: Contraataque
- 1939: Proverbio de la muerte

### Referencia-homenaje
- 2022. El Dandy Rojo. Sir Peter Chalmers-Mitchell, edición de Andrés Arenas y Enrique Girón, con colaboraciones de Cristóbal Villalobos, Enrique Benítez y José Antonio Hergueta. Ediciones del Genal, Málaga.

## Filmografía
- Denis Rafter, actor irlandés establecido en España, interpretó a Sir Peter Chalmers-Mitchell en el cortometraje Paraíso en llamas (2020, 24') dirigido por José Antonio Hergueta y que obtuvo varios premios y una nominación al premio Goya de la Academia de Cine de España. Narra los últimos días de la Málaga republicana entre enero y febrero de 1937.
- Miguel Rellán interpretó a Sir Peter Chalmers-Mitchell en el largometraje Caleta Palace (2023, 97') dirigido por José Antonio Hergueta y con guion suyo y de Regina Álvarez Lorenzo, que es una ampliación del cortometraje Paraíso en llamas, y aborda los primeros siete meses de Guerra Civil en Málaga a través de varios testimonios internacionales, siendo el de Chalmers-Mitchell el más extenso y casi el narrador de esta película documental.